# Albatrellus pes-caprae
Albatrellus pes-caprae (Christian Hendrik Persoon, 1818 ex Zdeněk Pouzar, 1966), sin. Scutiger pes-caprae Appollinaris Semenovich Bondartsev și Rolf Singer, 1941) sau Polyporus pes-caprae (Christian Hendrik Persoon, 1818), din încrengătura Basidiomycota în familia Albatrellaceae și genul Albatrellus denumit în popor buretele caprelor sau picior de capră, este o specie de ciuperci comestibile saprofită care se hrănește cu material organic mort. Bureții, deveniți destul de rar, se găsesc în România, Basarabia și Bucovina de Nord pe sol în păduri de conifere, foioase și Pădure mixtă mixte, în regiuni montane și subalpine, dar numai rar în șes, crescând în grupuri mai mici, ocazional dintr-un trunchi comun. Timpul apariției este din (iulie) august până octombrie.

## Istoric

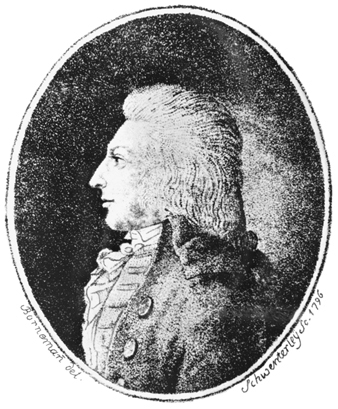
Christian H. Persoon

Numele binomial corect este Polyporus pes-caprae, determinat de cunoscutul botanist Christian Hendrik Persoon în cartea sa Traité sur les champignons comestibles, contenant l'indication des espèces nuisibles din 1818, deși specia a fost descrisă deja în trecut, anume mai întâi de savatul francez Jean-Jacques Paulet sub denumirile Fungus sapatella și Fungus tuber în 1793 apoi de micologul italian A. Cumino ca Boletus scobinaceus în 1805 (publicat în 1806). Taxonul lui Persoon a fost valabil mai mult de un secol și se mai găsește în publicații românești chiar până în prezent (2019).
În 1941, micologii Appollinaris Semenovich Bondartsev și Rolf Singer au alterat specia genului Scutiger, publicat în jurnalul  Annales Mycologici, iar micologul ceh Zdeněk Pouzar a transferat-o la genul Albatrellus (ca și alte specii), de verificat în publicația lui în Folia Geobotanica et Phytotaxonomica din 1966. În ambele cazuri, epitetul lui Persoon a fost preluat.
De atunci tabără micologilor este dezbinată. Pe când comitetul de nomenclatură Index Fungorum cu alții susțin taxonul Scutiger, mai prestigiosul comitet Mycobank, împreună cu mulți autori renumiți, îl acceptă doar sinonim, preferind Albatrellus pes-caprae, de verificat aici: etc. sau chiar și în publicațiile ONU.
Toate celelalte sinonime nu sunt folosite și pot fi neglijate.

## Descriere

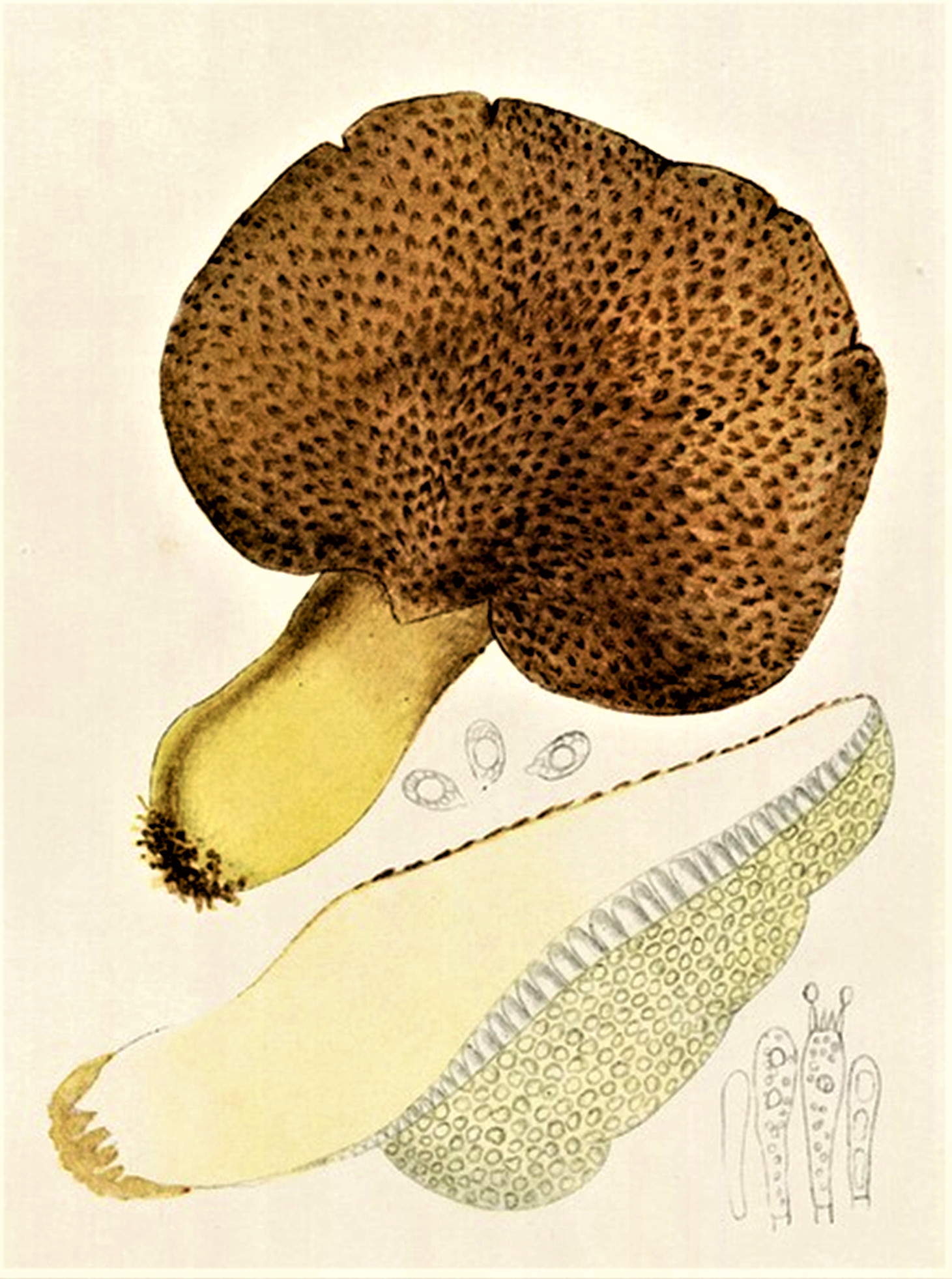
Bres.: Polyporus scobinaceus

- Pălăria: are un diametru de 4-12 (20) cm și o grosime de 1,5-3,5 cm, este cărnoasă, ușor elastică dar fragilă, inițial convexă cu marginea răsucită în jos, apoi neregulat întinsă, adesea adâncită în centru, marginea fiind ascuțită și ondulată. Cuticula este uscată și mată, regulat flocoasă, presărată cu solzișori pâsloși colanți, căpătând la maturitate crăpături poliedrice. Coloritul variază între gri-brun, brun ca scorțișoara și brun-negricios la bătrânețe. Solzi sunt brun-roșiatici până brun-negricioși.
- Tuburile și porii: cu sporifere foarte scurte, de 1-2 mm lungime și slab decurente la picior, au un colorit alb care schimbă mai târziu în gălbui. Porii destui de mari (6-10 pe centimetru pătrat), neregulat ovoidali și/sau rectangulari, sunt pentru timp lung albi, devenind în vârstă gălbui până ocru-gălbui.
- Piciorul: are o înălțime 2-5 (8) cm și un diametru de 1,5-2,5 cm, este plin, scurt, cilindric, dar câteodată deprimat, solid, mai bulbos către bază, de obicei setat lateral neuniform față de pălărie și crescând ocazional dintr-un trunchi comun, suprafața fiind netedă, mată și uscată precum de culoare inițial albă, apoi gălbuie, galben-portocalie până portocaliu-maronie.
- Carnea: este de consistență compactă, ușor elastică și fragilă, fiind albă până slab limonie. Exemplarele tinere sunt foarte savuroase și aromatice, amintind la gust de nuci și cu un miros plăcut de ciuperci.[4][5]
- Caracteristici microscopice: Sporii sunt rotunjori, netezi și hialini (translucizi), cu o picătură mare de ulei în centru și o mărime de 8-10 x 6,5-7 microni. Pulberea lor este albă. Bazidiile cu 2-4 sterigme sunt clavate și măsoară 30-35 x 9-10 microni.[24]
- Reacții chimice: nu sunt cunoscute.[25]

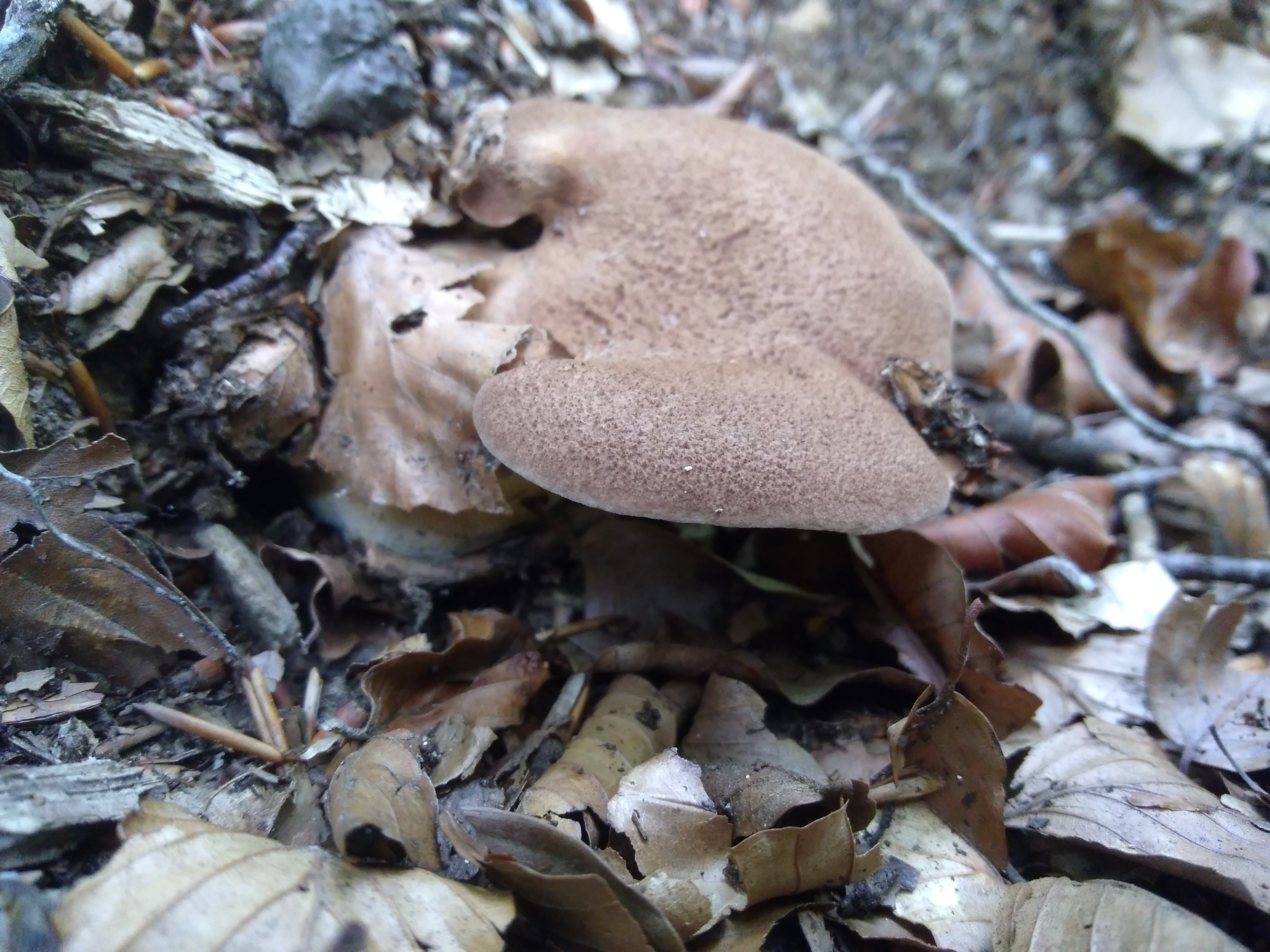
A. pes-caprae mai tânăr, pălărie
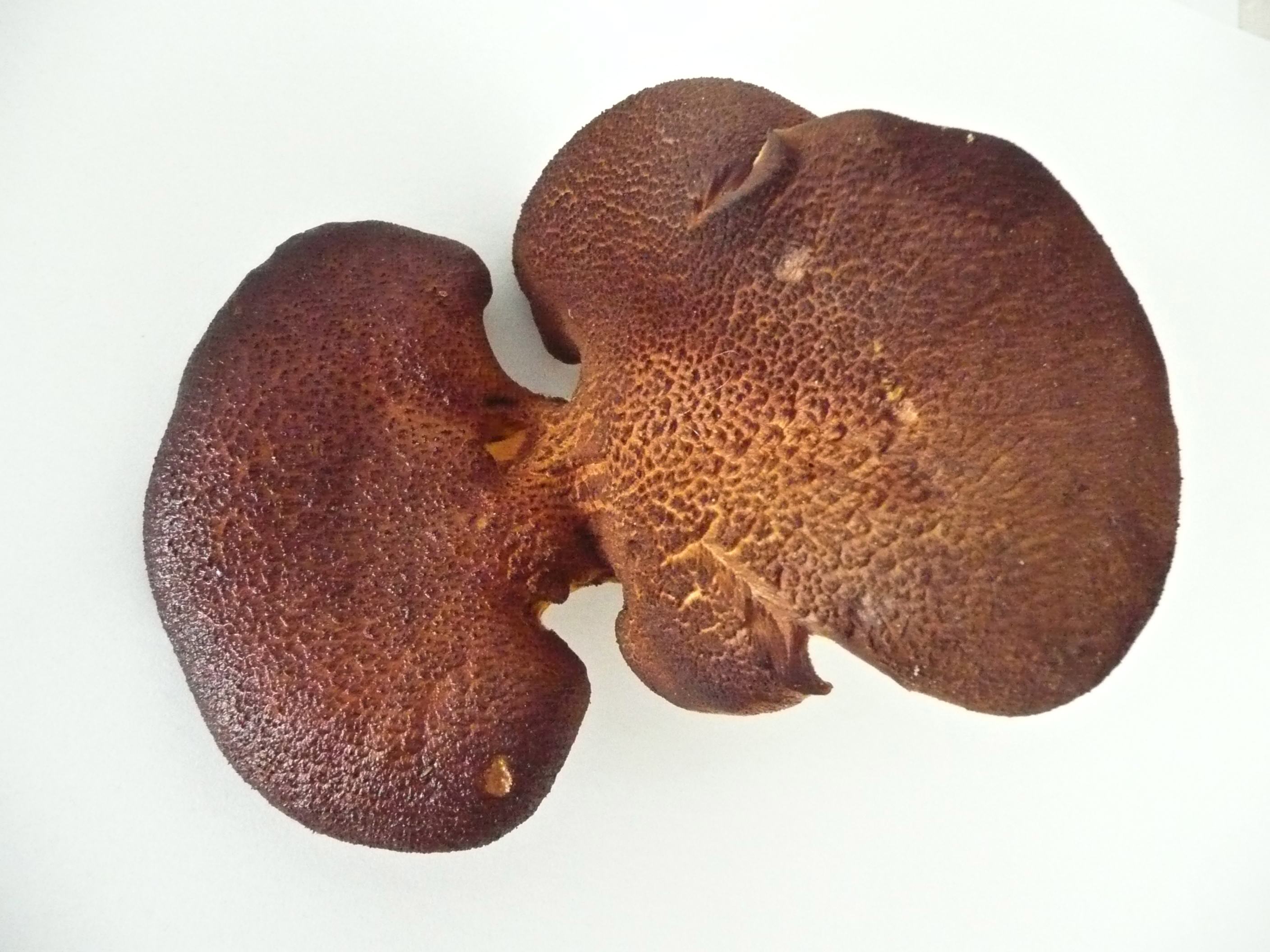
A. pes-caprae mai bătrân, pălărie
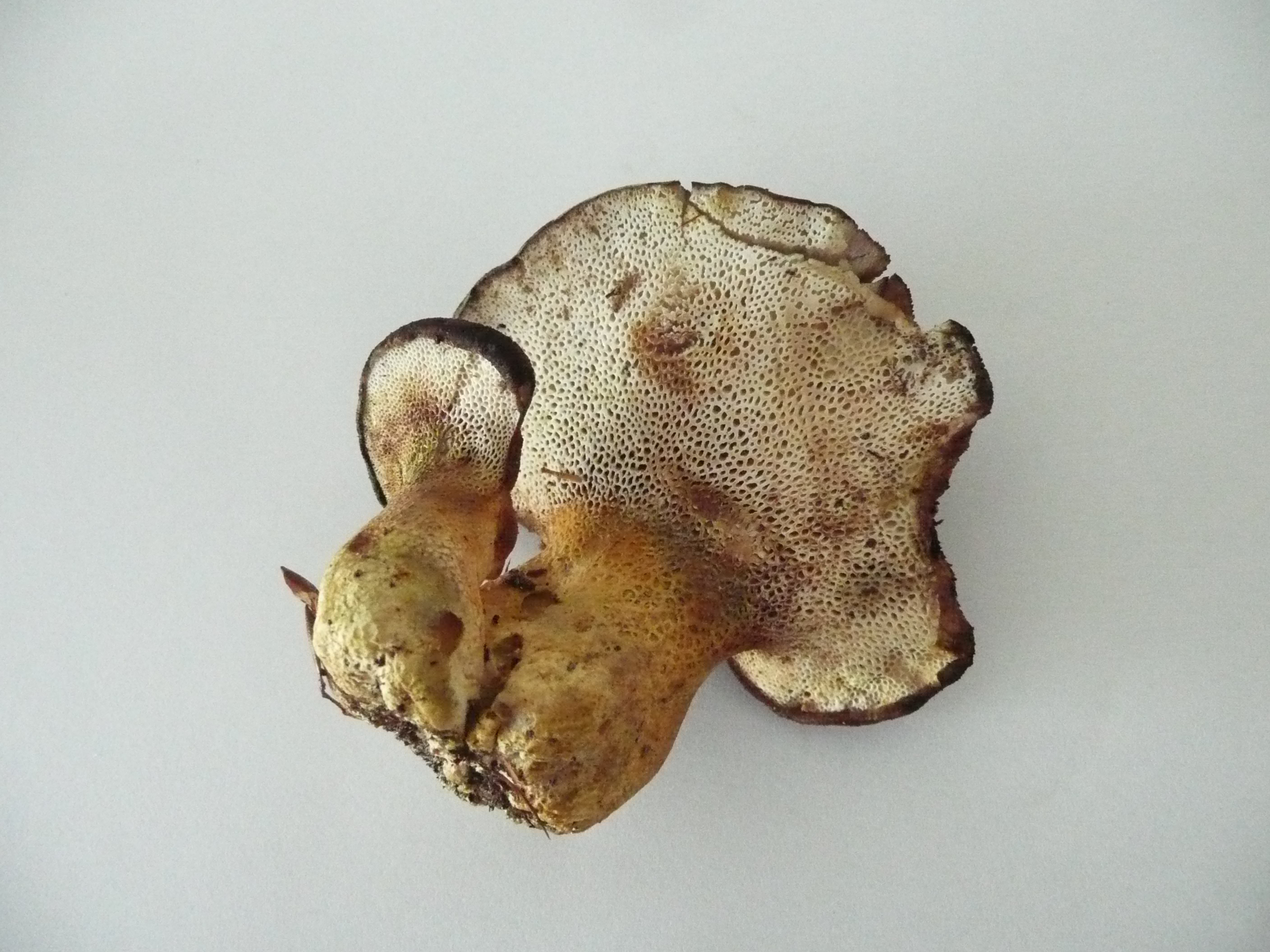
A. pes-caprae mai bătrâni, pori și picior
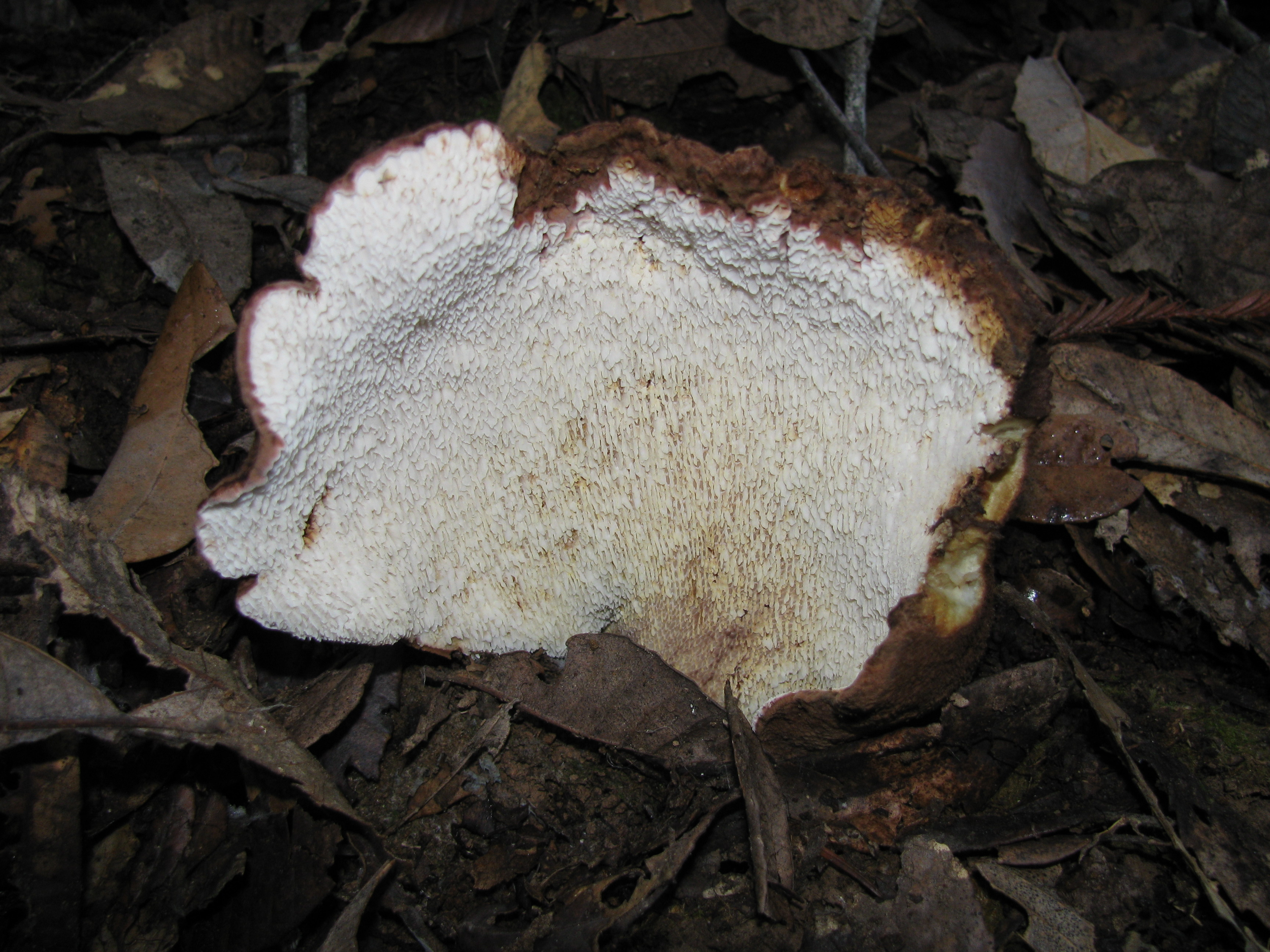
A. pes-caprae, pori din apropiere

## Confuzii
Piciorul de capră poate fi confundat în primul rând cu suratele lui care sunt cu toate comestibile cu o excepție, ca de exemplu: Albatrellus avellaneus, Albatrellus citrinus, Albatrellus confluens, Albatrellus cristatus (necomestibil), Albatrellus ovinus sin. Scutiger pes-caprae sau Albatrellus subrubescens. Începători ar putea să confundă specia chiar și cu deliciosul Hydnum repandum care însă nu are pori ci țepi pe dedesubt, dar de asemenea cu bureții necomestibili Jahnoporus hirtus și Osteina obducta sin. Grifola ossea.

## Specii asemănătoare

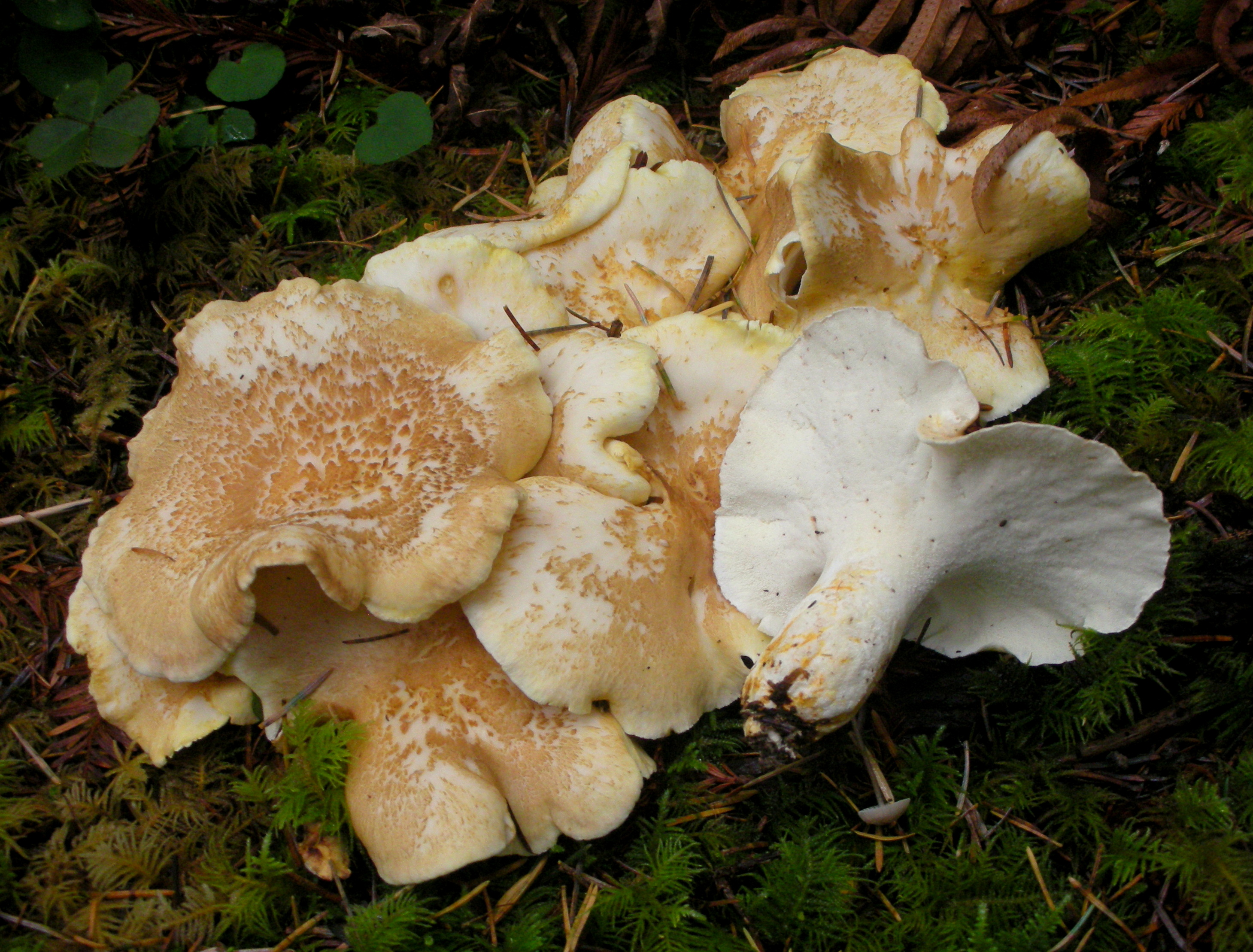
Albatrellus avellaneus
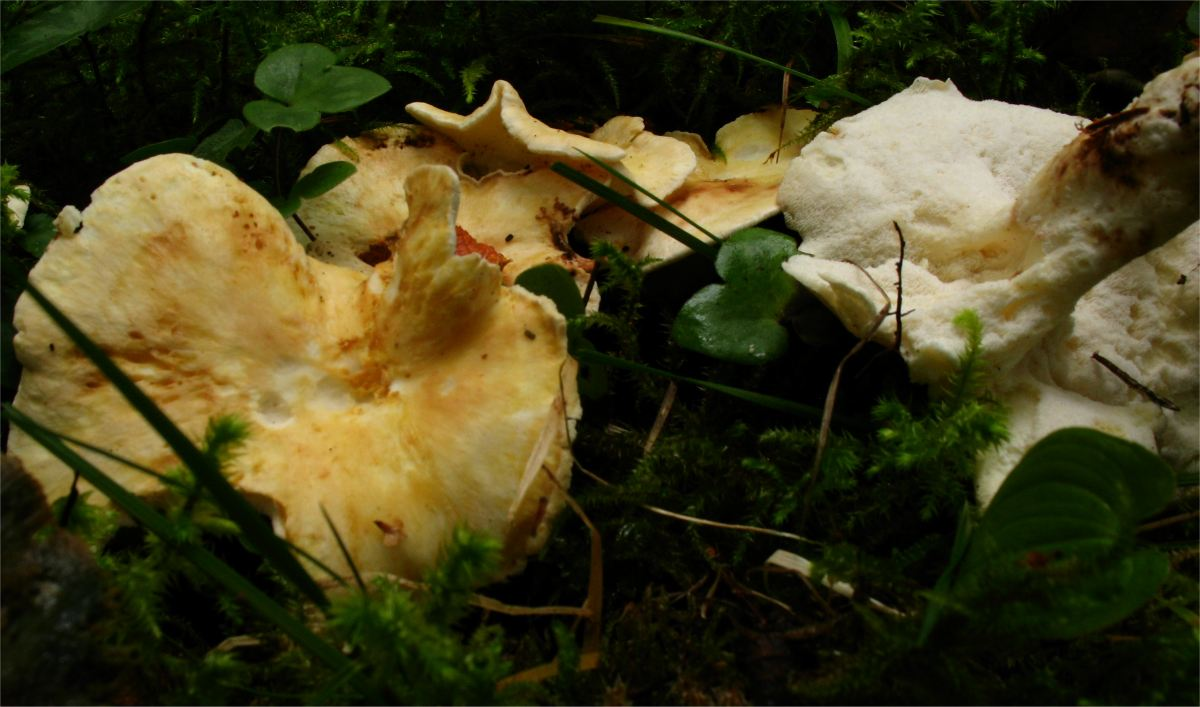
Albatrellus citrinus
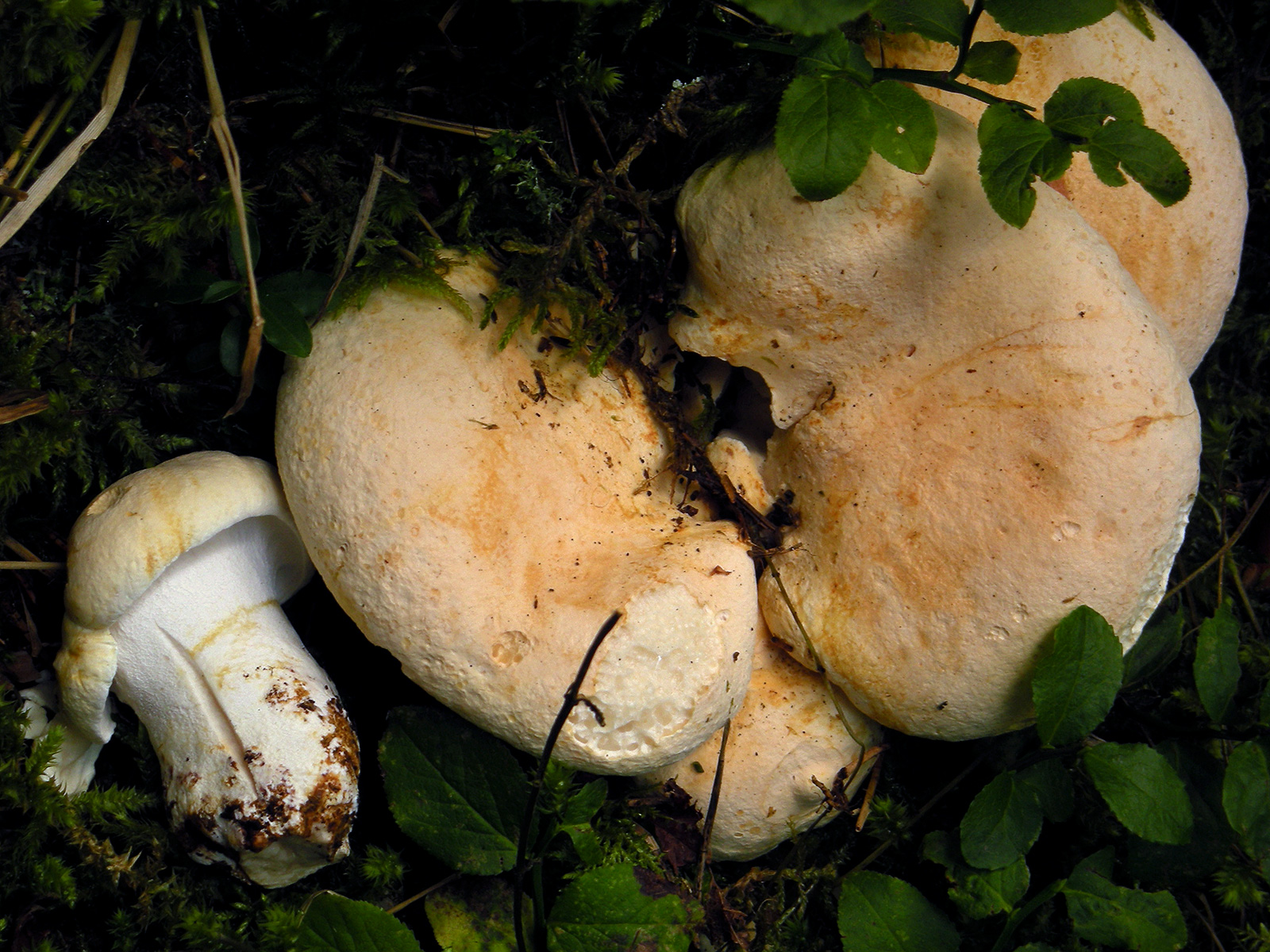
Albatrellus confluens
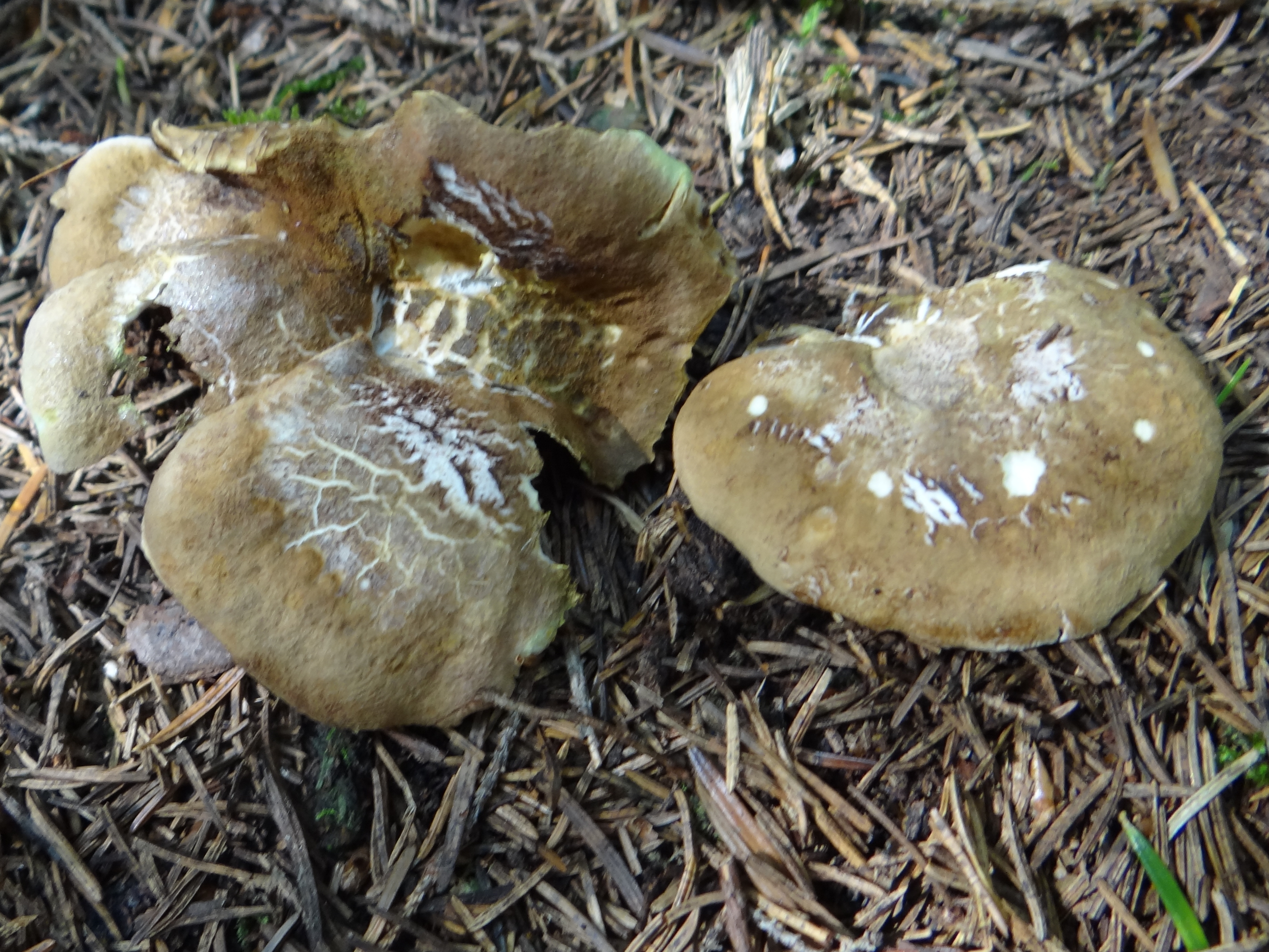
!Albatrellus cristatus
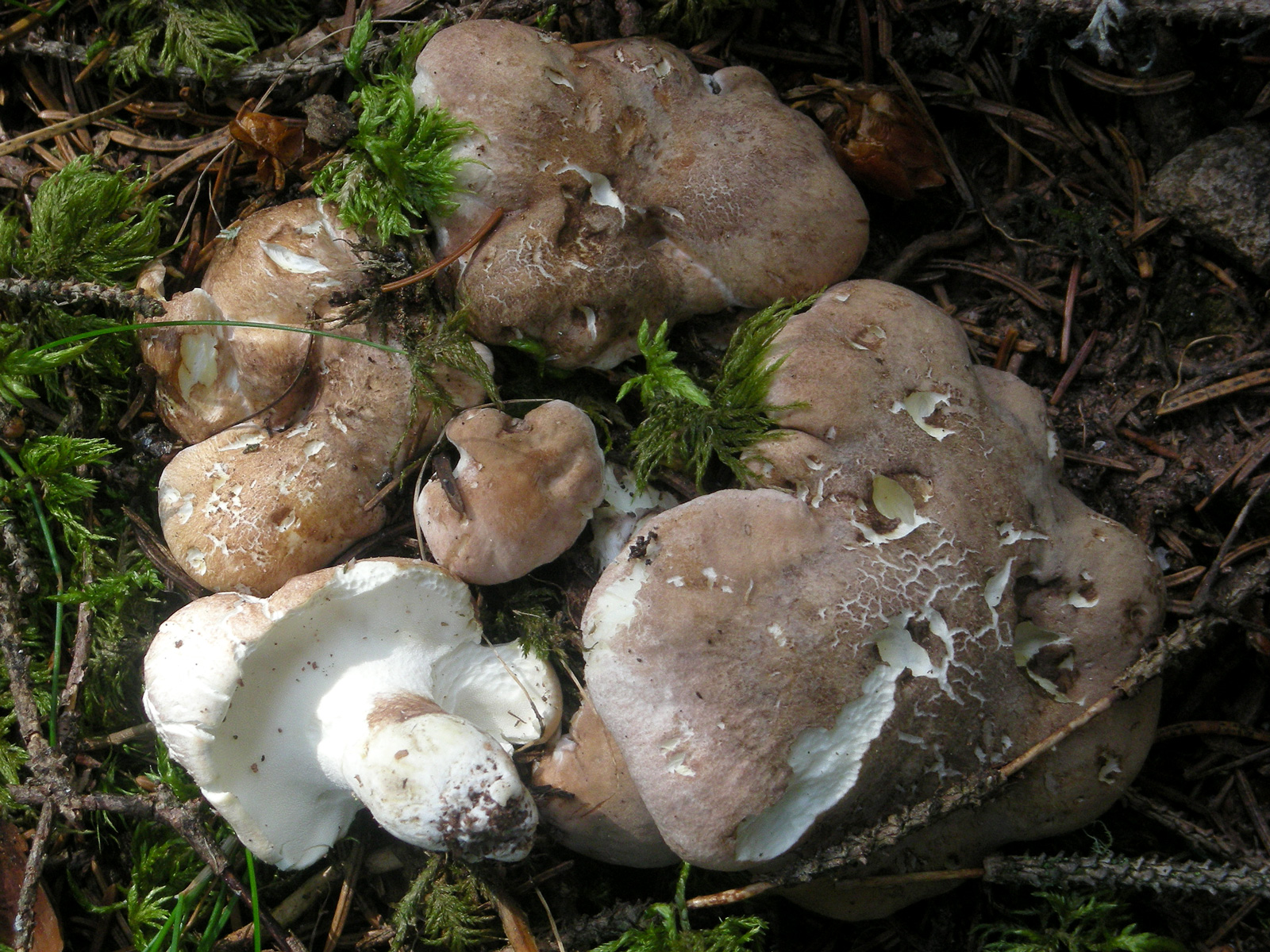
Albatrellus ovinus
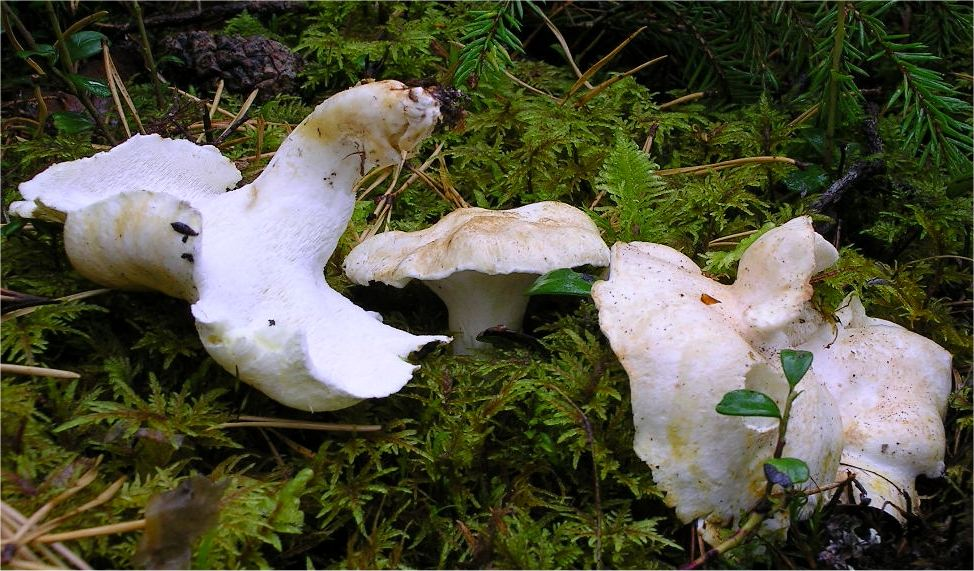
Albatrellus subrubescens
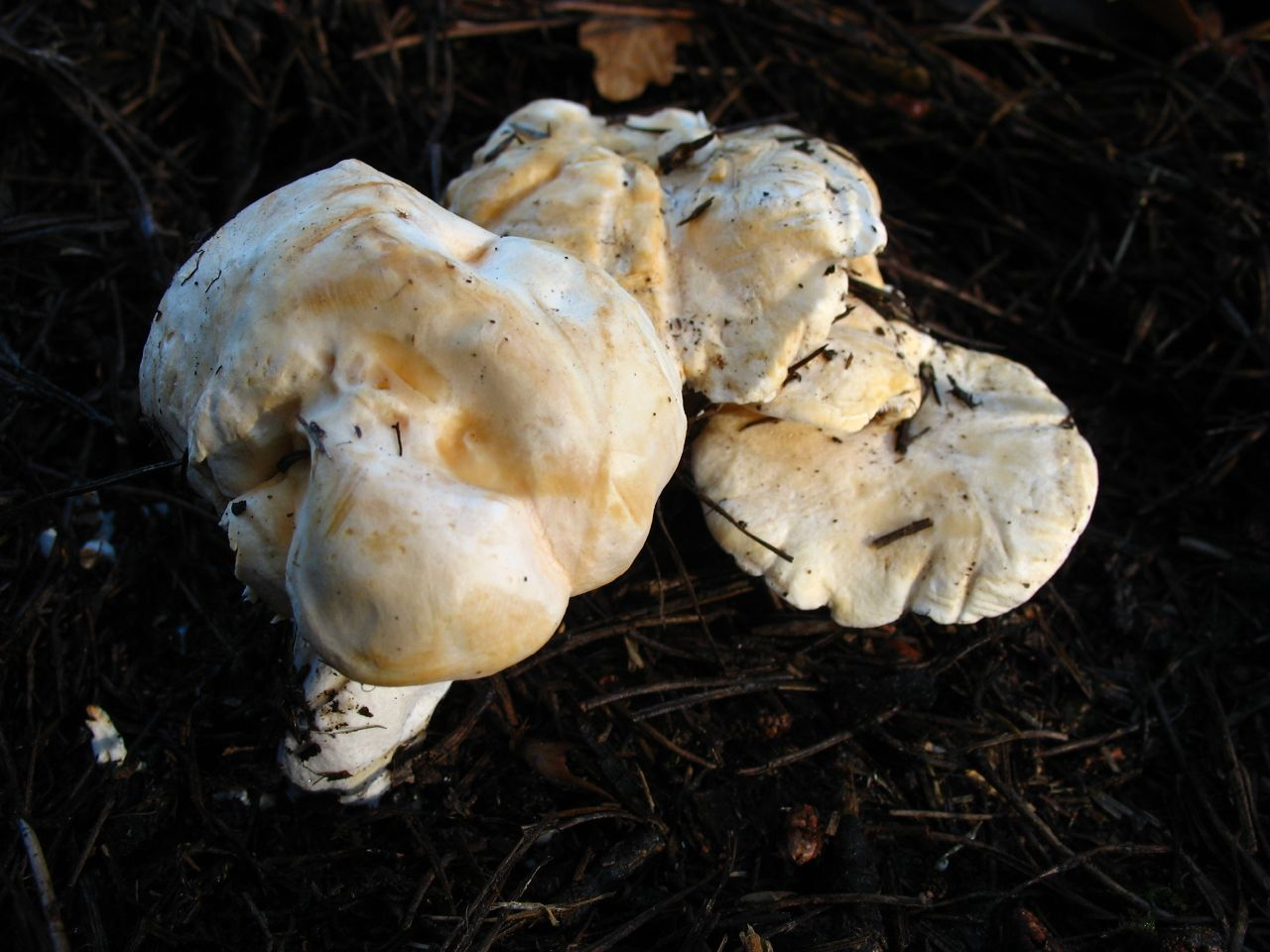
Hydnum repandum
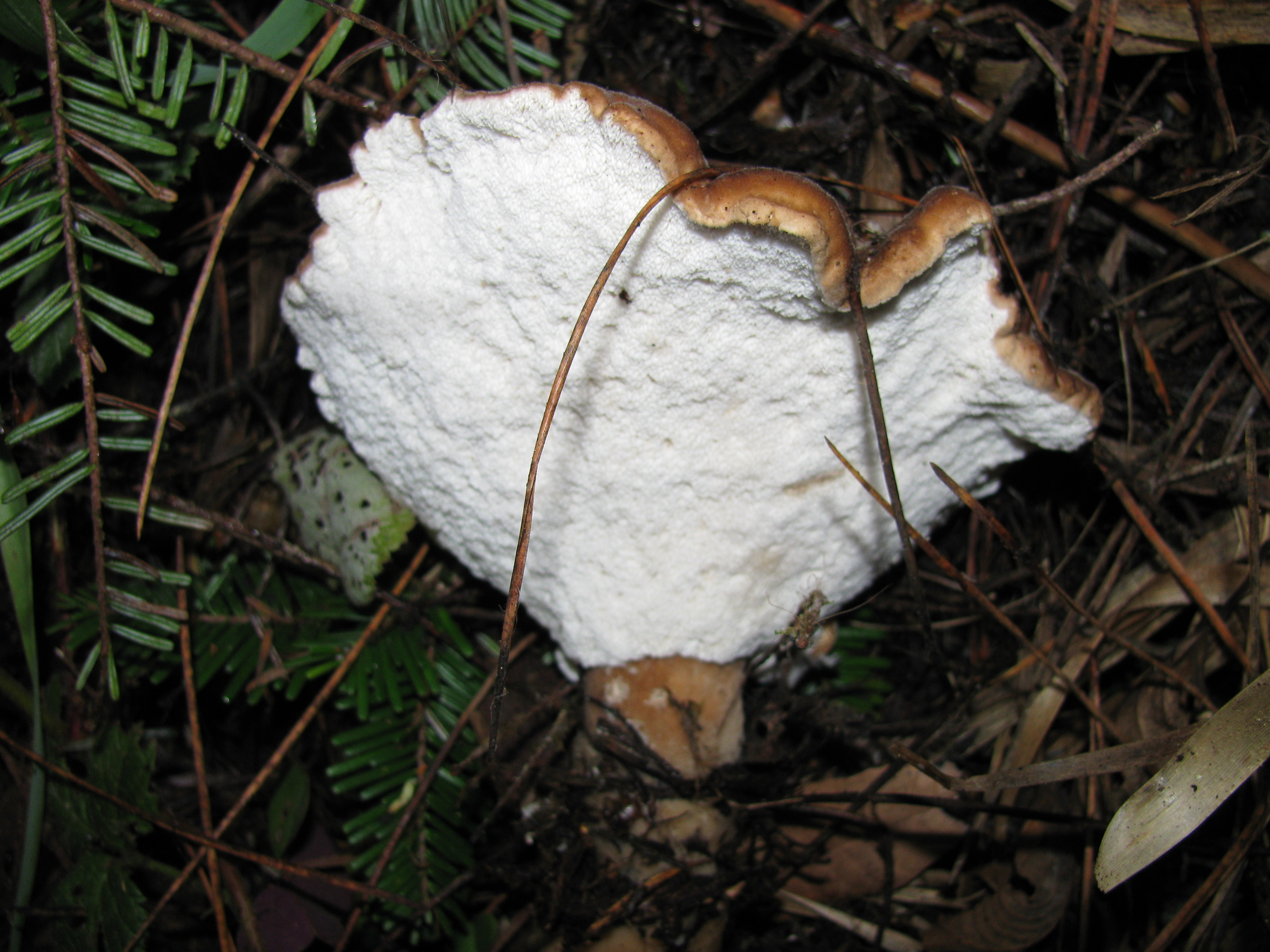
!Jahnoporus hirtus!
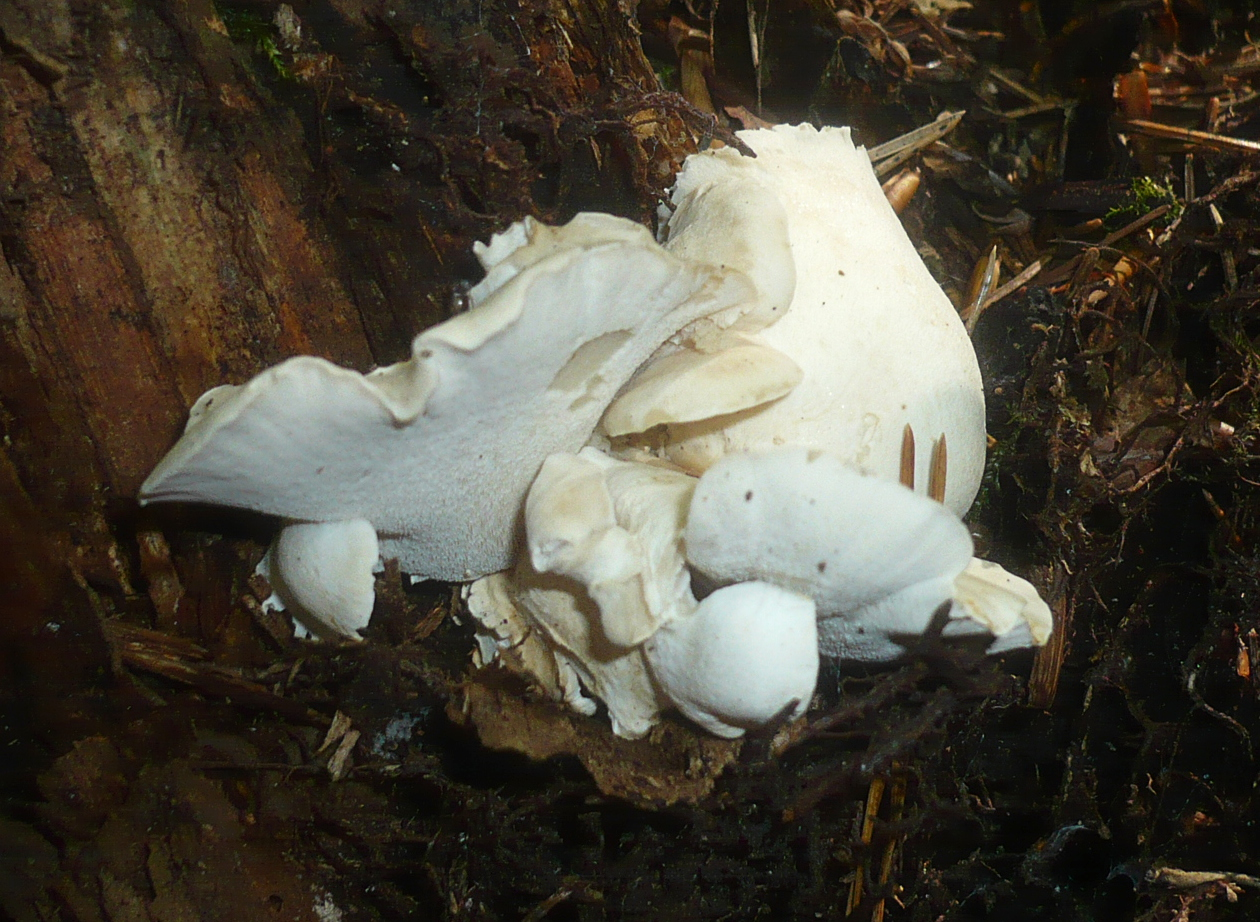
!Osteina obducta sin. Grifola ossea!

## Valorificare
Tânăr (bătrân devine mai elastic cu gust scăzut), buretele caprelor poate fi preparat, tăiat mărunt, asemănător gălbiorilor sau flocoșelului, având o notă destul de accentuată de ciuperci în miros și un gust de nuci. Este excepțional de potrivit pentru conservarea în ulei sau oțet.
Albatrellus pes-caprae conține o concentrație ridicată de seleniu (până la 367 mg/kg greutate uscată), în plus, de asemenea, cantități extraordinare de fier (până la 4360 mg/kg greutate uscată), fiind astfel foarte vaoroase pentru nutriție.
De câtva timp, specia este listată din păcate pe „Lista Roșie de ciuperci a României”, cu clasificarea „aproape amenințată cu dispariția”.